# Домінус (фільм)
Домінус (рос. Доминус) — радянський художній фільм 1990 року, знятий режисерами Олександром Хваном і Мариною Цурцумією. Екранізація расказів Рея Бредбері.

## Сюжет

### Новела «Господар»
Велика депресія. По дорогах США в пошуках кращої долі колесить сім'я Еріксонів: Дрю, його дружина Моллі, дочка Сьюзі і паралізований син Енді. Несподівано вони знаходять оточену великим пшеничним полем ферму, померлий господар якої залишив все своє господарство першому, хто його знайде. Крім цього, в спадок Дрю дістається коса з написом «Мій господар — господар світу».

### Новела «Чортове колесо»
Двоє хлопчиків звертають увагу на те, що атракціон крутиться в зворотному напрямку. Крім цього, їх турбує поява в місті дивного хлопчика Джозефа Пейджа, якого хлопці вважають власником колеса, який здатний ставати згодом все молодше і молодше. Хлопчики зупиняють атракціон, і серед його уламків виявляється скелет його господаря.

## У ролях
- Віктор Євграфов — Дрю Еріксон
- Олена Євсеєнко — Моллі Еріксон
- Наталя Коренченко — Сьюзі Еріксон
- Олександр Міхара — Енді Еріксон
- Борис Юхананов
- Гнат Чіков
- Дмитро Бродов
- Володимир Стульников
- Валентин Муравйов
- Наталія Царьова
- Михайло Колесников

## Знімальна група
- Сценарісти : Іван Лощінін, Марина Цурцумія
- Режисери : Олександр Хван, Марина Цурцумія
- Оператори : Анатолій Сусеков, Кирило Бутирін
- Композитори : Джузеппе Верді, Кшиштоф Пендерецький
- Художники : Григорій Широков, Микола Соколов